# Food & Liquor II: The Great American Rap Album Pt. 1
Food & Liquor II: The Great American Rap Album Pt. 1 è il quarto album in studio del rapper statunitense Lupe Fiasco, pubblicato il 25 settembre 2012.

## Tracce
1. Ayesha  (Intro) – 1:56 (Ayesha Jaco) – Jaco
2. Strange Fruition (featuring Casey Benjamin) – 3:41 (Wasalu Jaco, Albert Francis, Carl Sigman, Rudolph Lopez) – Soundtrakk
3. ITAL (Roses) – 4:24 (Jaco, Larrance Dopson, Kenneth Alexander, Brody Brown, Charles Hamilton, Lamar Edwards, Alexandria Dopson, Carlos McSlain) – 1500 or Nothin'
4. Around My Way (Freedom Ain't Free) – 4:15 (Jaco, Martyn Buchwald, Paul Kantner, Peter Phillips, Corey Penn) – Simonsayz, B-Sides
5. Audubon Ballroom – 4:40 (Jaco, Thomas Mueller, Marcello Pagin, Christian Büttner) – Famties & Bullit
6. Bitch Bad – 4:49 (Jaco, Dominic Jordan, Jimmy Giannos, Jason Boyd) – The Audibles, Jason Boyd
7. Lamborghini Angels – 3:16 (Jaco, Brian Tistog) – Mr. Inkredible
8. Put 'Em Up – 3:56 (Jaco, Hamilton, Dopson, Brown, Edwards, Alexander, Dopson, McSlain, Julian Bunetta) – 1500 or Nothin', Julian Bunetta
9. Heart Donor (featuring Poo Bear) – 4:00 (Jaco, Boyd, Jermaine Jackson, Andrew Harr) – The Runners, Jason Boyd
10. How Dare You (featuring Bilal) – 4:09 (Jaco, Boyd, Andre Samuel, Joseph Mourad) – Klypso, Severe
11. Battle Scars (Featuring Guy Sebastian) – 4:10 (Jaco, Guy Sebastian, David Harris) – Pro-Jay, Guy Sebastian
12. Brave Heart (featuring Poo Bear) – 3:25 (Jaco, Boyd, Jackson, Harr) – The Runners, Boyd
13. Form Follows Function – 4:22 (Jaco, Marco Rodriguez-Diaz) – Infamous
14. Cold War (featuring Jane $$$) – 6:27 (Jaco, Brown, Dopson, Hamilton, Edwards, Alexander, Dopson, McSlain) – 1500 or Nothin'
15. Unforgivable Youth (featuring Jason Evigan) – 4:55 (Jaco, Mourad) – King David
16. Hood Now (Outro) – 6:21 (Jaco, Alexander, Dopson, Brown, Edwards, Hamilton, Boyd, McSlain) – 1500 or Nothin'

Traccia bonus
1. Go to Sleep – 4:32 (Jaco, Edwards) – 1500 or Nothin'

## Classifiche
- Billboard 200 - #5[3]